# Sierra de Cazorla (sierra)
La sierra de Cazorla es una cadena montañosa del sur de la península ibérica, perteneciente al sistema Bético. Se encuentra en la provincia española de Jaén.

## Descripción
El Diccionario geográfico-estadístico-histórico de España y sus posesiones de Ultramar de Pascual Madoz le atribuye antiguos nombres como los de sierra Tijiense y sierra Tujiense, además de monte argentario y sierra Argentaria, presumiblemente por minas de plata explotadas en el pasado por los romanos. Se trata de una ramificación de las cordilleras Béticas y enlaza con la sierra de Segura. En ella nace el río Guadalquivir. Aparece descrita en el sexto volumen del Diccionario de Madoz de la siguiente manera:

CAZORLA (Sierra de): ó sea el célebre monte argentario de los romanos, asi llamado por los criaderos de plata que sin duda encontraron en él: tambien se denomina Sierra Tijiense ó Tujiense, por el famoso puerto de este nombre que existe en ella y sirve para la comunicacion de la prov. da Murcia con la de Jaen. Es esta sierra ramificacion de la cordillera Marianica, que se enlaza con la de Segura, y de origen al Guadalquivir, y á sus primeros afluentes. Abunda en montes de pinos y encinas y en escelentes pastos. (V. los art. del part. y c. del mismo nombre.)
(Madoz, 1847, p. 272)

Su punto más alto se encontraría en el pico Gilillo, con una altitud sobre el nivel del mar de 1848 m. Se trata de una de las diversas sierras del parque natural de las Sierras de Cazorla, Segura y Las Villas.